# 827 pr. n. št.

## Rojstva
- Argišti I., kralj Urartuja († okoli 764 pr. n. št.)